# Đorđe Čotra
Đorđe Čotra (cyryl. Ђopђe Чoтpa, wym. [dʑɔrdʑɛ tʃɔtra]; ur. 13 września 1984 w Benkovacu) – serbski piłkarz występujący na pozycji obrońcy.

## Kariera
Đorđe Čotra rozpoczął karierę w drużynie OFK Kikinda. Następnie był zawodnikiem takich drużyn, jak BSK Borča czy FK Rad. 30 stycznia 2011 podpisał 2,5-letni kontrakt z Polonią Warszawa. W Ekstraklasie zadebiutował w spotkaniu z Górnikiem Zabrze (0:0). 20 lutego 2013 za porozumieniem stron rozwiązał swoją umowę z Polonią. Dzień później został piłkarzem Zagłębia Lubin. 22 czerwca 2017 podpisał dwuletni kontrakt z polskim klubem Śląsk Wrocław.